# SV Viktoria 01 Aschaffenburg
SV Viktoria 01 Aschaffenburg is een Duitse voetbalclub uit Aschaffenburg, Beieren. Ondanks het feit dat de club in Beieren ligt, was de club lange tijd aangesloten bij de Hessense voetbalbond voor ze in 2012 wisselde naar de Beierse voetbalbond.

## Geschiedenis
Op 6 augustus 1901 werd FC Aschaffenburg opgericht en op 12 april 1902 FC Viktoria Aschaffenburg. Beide clubs sloten zich in mei 1902 aan bij de Zuid-Duitse voetbalbond. In 1904 fuseerden ze tot FC Viktoria 01 Aschaffenburg. Nadat in 1906 ook een atletieksectie opgericht werd veranderde de club de naam in SV Viktoria 01 Aschaffenburg. In 1909 namen ze het Stadion am Schönbusch in gebruik, dat nu nog steeds de thuishaven voor de club is. Begin jaren twintig breidde de club ook uit met hockey, boksen, en vuistbal.
De voetballers speelden in 1909 voor het eerst in de hoogste klasse van de Odenwaldse competitie. De club werd zesde en werd na één seizoen overgeheveld naar de Noordmaincompetitie, waar ze derde werden achter Eintracht Frankfurt en Frankfurter FC Germania 1894. Het volgende jaar werd de Maincompetitie ingevoerd door de Zuid-Duitse bond. Deze bestond aanvankelijk uit vier reeksen en werd over twee seizoenen teruggebracht naar één reeks. Viktoria werd twee keer derde en overleefde dus beide schiftingen. De gezamenlijke competitie was echter een maat te groot voor de club en in 1923/24 degradeerde de club.
Na één seizoen keerde de club terug naar de hoogste klasse en werd opnieuw voorlaatste, maar werd gespaard door een competitie-uitbreiding. Ook het volgende seizoen kon de club hierdoor het behoud verzekeren. Na nog een knappe zesde plaats volgde in 1928/29 dan toch de degradatie.
In 1933 kwam de NSDAP aan de macht in Duitsland en zij herstructureerde de competitie en voerden de Gauliga in als nieuwe hoogste klasse. Aschaffenburg werd in de tweede klasse van de Gauliga Bayern ingedeeld en speelde tegen andere teams als in het verleden. In 1937 fuseerde de club met Reichsbahn TuSpo Aschaffenburg en speelde als Reichsbahn-Viktoria Aschaffenburg, maar deze fusie werd in 1939 weer opgeheven. In 1942 promoveerde de club naar de Gauliga, maar kon daar het behoud niet verzekeren.
Na de Tweede Wereldoorlog keerde de club terug naar het hoogste niveau dat toen verdeeld was over vijf Oberliga's, Viktoria speelde in de Oberliga Süd waar het 10 seizoenen verbleef. De club speelde tegen clubs als Bayern München, VfB Stuttgart en 1. FC Nürnberg. In 1956 werd de beste plaats bereikt, vijfde. In 1963 toen de Bundesliga werd opgericht was de club na enkele slechte resultaten weggezakt naar de derde klasse.
In de jaren 80 promoveerde de club naar de 2. Bundesliga in 1985 en speelde daar twee seizoenen, voor seizoen 1988/89 keerde de club eenmalig terug. In 1993/94 degradeerde de club verder naar de vierde klasse en speelde daar tot 2003 toen de club voor één seizoen degradeerde naar de Landesliga. In 2008 werd de club derde in de Oberliga Hessen en kwalificeerde zich voor de Regionalliga Süd, maar promoveerde in principe geen klasse door de invoering van de 3. Bundesliga. Na één seizoen degradeerde de club terug naar de Oberliga.
Op 30 juni 2010 werd het faillissement aangevraagd waardoor de club opnieuw een klasse lager moest gaan spelen. In 2011 promoveerde de club opnieuw. Na een vierde plaats promoveerde de club door een uitbreiding van de competitie. In 2014 degradeerde Viktoria 01, maar kon na één seizoen terugkeren. In 2016 volgde opnieuw een degradatie. Na twee jaar keerde de club trug naar de Regionalliga.

## Eindklasseringen vanaf 1964 (grafiek)
- 1964 15e
Niveau 3
- 1965 1e
Niveau 4
- 1966 3e
Niveau 3
- 1967 4e
Niveau 3
- 1968 7e
Niveau 3
- 1969 8e
Niveau 3
- 1970 2e
Niveau 3
- 1971 18e
Regionalliga
- 1972 11e
Niveau 3
- 1973 13e
Niveau 3
- 1974 1e
Niveau 3
- 1975 8e
Niveau 3
- 1976 12e
Niveau 3
- 1977 6e
Niveau 3
- 1978 9e
Niveau 3
- 1979 11e
Oberliga
- 1980 3e
Oberliga
- 1981 2e
Oberliga
- 1982 9e
Oberliga
- 1983 3e
Oberliga
- 1984 2e
Oberliga
- 1985 1e
Oberliga
- 1986 13e
2. Bundesliga
- 1987 18e
2. Bundesliga
- 1988 1e
Oberliga
- 1989 18e
2. Bundesliga
- 1990 7e
Oberliga
- 1991 4e
Oberliga
- 1992 1e
Oberliga
- 1993 15e
Oberliga
- 1994 2e
Niveau 4
- 1995 4e
Oberliga
- 1996 2e
Oberliga
- 1997 3e
Oberliga
- 1998 3e
Oberliga
- 1999 5e
Oberliga
- 2000 6e
Oberliga
- 2001 10e
Oberliga
- 2002 10e
Oberliga
- 2003 16e
Oberliga
- 2004 1e
Verbandsliga
- 2005 10e
Oberliga
- 2006 10e
Oberliga
- 2007 2e
Oberliga
- 2008 3e
Oberliga
- 2009 13e
Regionalliga
- 2010 8e
Oberliga
- 2011 2e
Niveau 6
- 2012 4e
Oberliga
- 2013 15e
Regionalliga
- 2014 18e
Regionalliga
- 2015 1e
Oberliga
- 2016 15e
Regionalliga
- 2017 2e
Oberliga
- 2018 1e
Oberliga
- 2019 11e
Regionalliga
- 2021 1e
Regionalliga
- 2022 8e
Regionalliga
- 2023 5e
Regionalliga
- 2024 14e
Regionalliga
- 2025 15e
Regionalliga

- Niveau 2
- Niveau 3
- Niveau 4
- Niveau 5
- Niveau 6

| Legenda niveautijdlijn | Legenda niveautijdlijn      | Legenda niveautijdlijn      | Legenda niveautijdlijn      | Legenda niveautijdlijn    | Legenda niveautijdlijn |
| Liga                   | Seizoen 1963/64 t/m 1973/74 | Seizoen 1974/75 t/m 1993/94 | Seizoen 1994/95 t/m 2007/08 | Seizoen 2008/09 tot heden | Opmerking              |
| ---------------------- | --------------------------- | --------------------------- | --------------------------- | ------------------------- | ---------------------- |
| Bundesliga             | Niveau I                    | Niveau I                    | Niveau I                    | Niveau I                  |                        |
| 2. Bundesliga          | --                          | Niveau II                   | Niveau II                   | Niveau II                 |                        |
| 3. Liga                | --                          | --                          | --                          | Niveau III                |                        |
| Regionalliga           | Niveau II                   | --                          | Niveau III                  | Niveau IV                 |                        |
| Oberliga               | --                          | Niveau III *                | Niveau IV                   | Niveau V                  | * vanaf 1978/79        |